# Carsten Schlepphorst
Carsten Schlepphorst (* 1977 in Rheda-Wiedenbrück) ist ein deutscher Rettungssportler.
Carsten  Schlepphorst ist Mitglied der DLRG Rheda-Wiedenbrück und mehrfacher Weltmeister im Rettungssport.
Er war Mitglied der Nationalmannschaft der DLRG seit 1995.
Seit dem Jahr 2012 ist er Mitglied der Sportkommission der ILS und war bis Ende 2013 Präsidialbeauftragter Rettungssport bei der DLRG. Seit der Erweiterung des Präsidiums bei der Bundestagung 2013 ist er Stellvertretender Leiter Einsatz.

## Erfolge
- 11-facher Europameister[2]
- 23-facher Weltmeister[3]

## Ehrungen
- 2012 Aufnahme in die „Hall of Fame“ der besten Rettungssportler
- 2013 Aufnahme ins Goldene Buch der Stadt Rheda-Wiedenbrück.